# Muzeum Archidiecezjalne we Wrocławiu
Muzeum Archidiecezjalne we Wrocławiu – muzeum założone w 1898 we Wrocławiu, jedno z najstarszych muzeów archidiecezjalnych w Polsce; gromadzi m.in. bogaty i rzadki zbiór zabytków starożytnych i gotyckich głównie z czasów piastowskich Śląska.

## Dom kapituły
Pierwsza pisemna wzmianka o obecnej siedzibie muzeum – domu kapituły pochodzi z 1382. Z polecenia biskupa wrocławskiego Jana V Thurzo (1464–1520) przeprowadzono przebudowę w stylu renesansowym. Portal zwieńczony płyciną z tarczą z herbem biskupstwa wrocławskiego i datą 1527 umieszczony jest w elewacji południowej wieży.

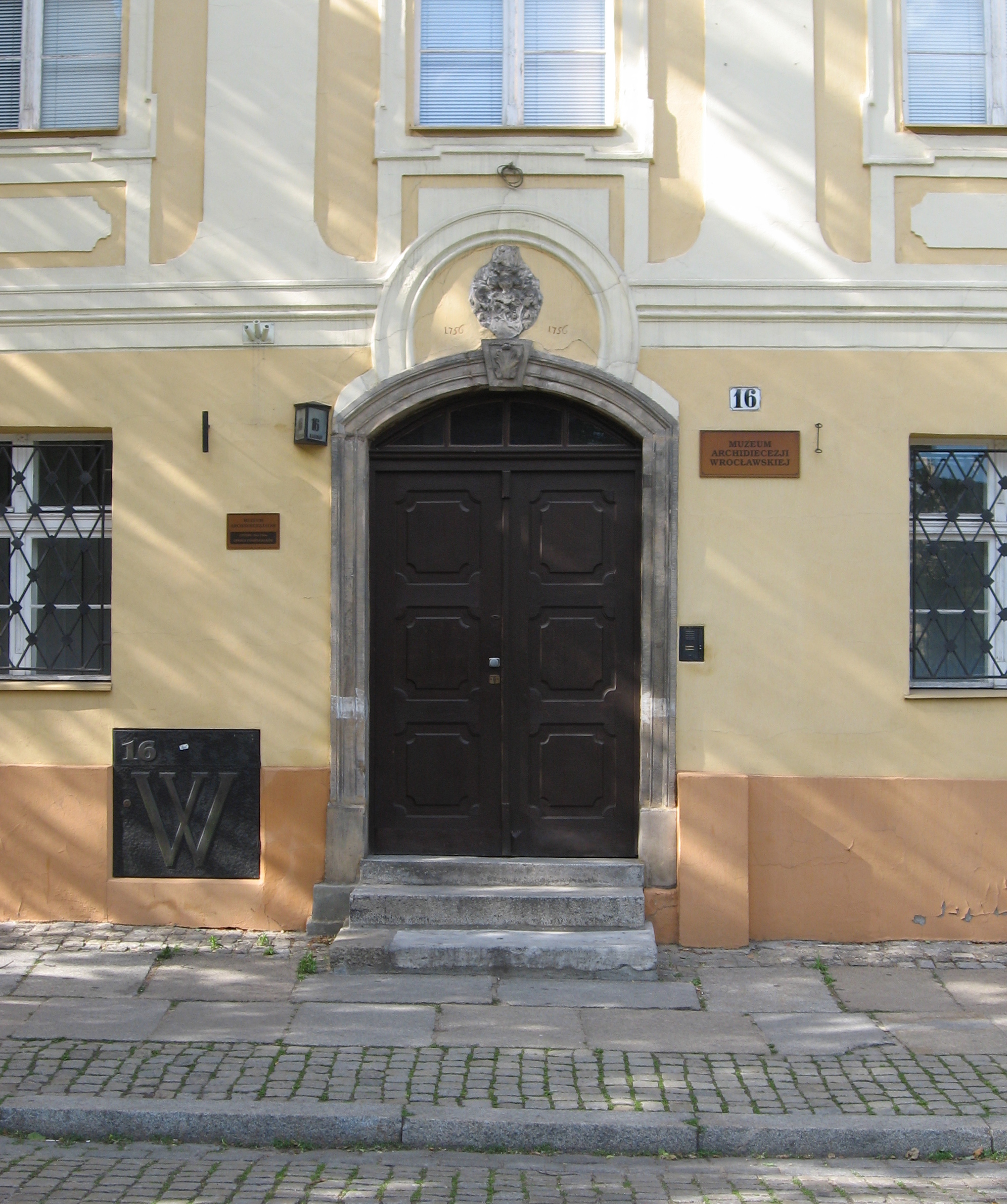
Portal z herbem Jana Thurzo, rokiem 1756
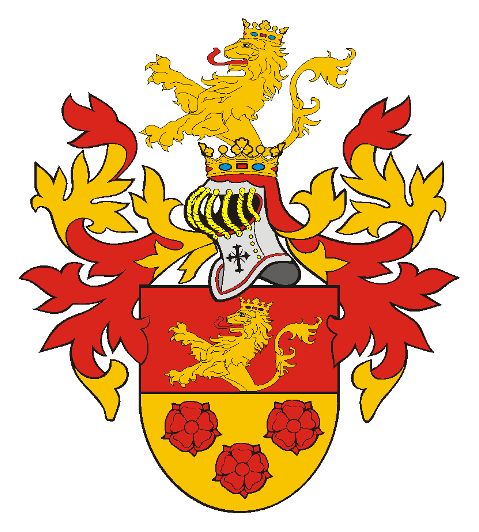
Herb von Turzo

## Historia

### Początki
Początki samej idei Muzeum Archidiecezjalnego, pierwotnie funkcjonującego pod nazwą Muzeum Diecezjalnego, łączą się z rokiem 1898, kiedy to ówczesna władza kościelna na skutek szerzących rozmyślnych niszczeń wycofanej z kultu religijnego sztuki sakralnej poddała myśl zabezpieczenia jej. Stało się tak, ponieważ po tym jak w roku 1810 władze pruskie zlikwidowały na Dolnym Śląsku większość klasztorów w ramach sekularyzacji oraz na skutek coraz to nasilającej się pod koniec XIX wieku mody przebudowy kościołów (którym nie odpowiadało wyposażenie dawnych zabytkowych, nierzadko drewnianych świątyń) wiele bezcennych przedmiotów powędrowało na strychy lub do piwnic. Jednak najczęściej palono je, aby zgodnie z przyjęto wówczas zasadą „świętość się nie poniewierała”. Zapobiegając tej dewastacji władze kościelne diecezji wrocławskiej wydały w 1896 roku polecenie zarejestrowania oraz zabezpieczenie wszystkich przedmiotów z terenów Śląska o wartości artystycznej bądź historycznej, w tym tych wycofanych z użytku liturgicznego i zgromadzenia ich we Wrocławiu. Prace te przeprowadzono pod kierownictwem ks. dr. Josefa Jungnitza – doświadczonego znawcy i badacza dziejów śląskich, który to wystarał się o odpowiednie pomieszczenia w gmachu archiwalno – bibliotecznym diecezji wrocławskiej, gdzie zdeponował wyselekcjonowane przez siebie obiekty zabytkowe – tym samym został on pierwszym dyrektorem wrocławskiego Muzeum Archidiecezjalnego.

### Pierwsze otwarcie wystawy
W 1903 roku, po zgromadzeniu odpowiedniej liczby eksponatów zorganizowano tu pierwszą wystawę, którą udostępniono społeczeństwu wrocławskiemu. Na miejsce prezentacji dzieł sztuki kardynał Georg Kopp, zgodnie z ich charakterem i duchem muzealnictwa pojmowanego jako „starożytnictwo”, wyznaczył przede wszystkim pobiblioteczną, gotycką salę z roku 1520 na pierwszym piętrze budynku biblioteki kapitulnej z wieńczącymi ją sklepieniami krzyżowymi wspartych na ciężkich filarach (salę, przy której powstaniu zatrudniono najprawdopodobniej tych samych kamieniarzy, którzy pracowali przy budowie wrocławskiego Ratusza) oraz niektóre pomieszczenia neogotyckiego gmachu archiwalno-bibliotecznego z 1898 roku. Miała to być tymczasowa siedziba powstającego muzeum kościelnego.

### Lata 1914–1938
Obawa przed działaniami frontowymi I wojny światowej, skłoniła dyrekcję muzeum do zabezpieczenia cenniejszych eksponatów wraz z archiwaliami w Hildesheim. Przedmioty te powróciły w stanie nienaruszonym do Wrocławia w roku 1918.
W roku 1918 zmarł pierwszy dyrektor muzeum i kierownictwo nad archiwum, biblioteką oraz muzeum objął ks. Alfons Nowack, który podjął się pracy uporządkowania tych instytucji po zamieszkach wojennych. Wykorzystał pierwotne pomieszczenia, przesuwając na dalszy plan organizację muzeum w nowym wydaniu (muzeum pozostało aż do 1942 roku w tych samych pomieszczeniach, które zagospodarowano w fazie początkowej).

### Okres II wojny światowej
Działania wojenne 1939–1945 w czasie II wojny światowej zmusiły następnego dyrektora muzeum – ks. dr. Kurta Engelberta w roku 1942 do zabezpieczenia i ewakuacji zbiorów do kilku miejscowości na terenie Śląska. Część przedmiotów dostała się w niepowołane ręce, inne uległy zniszczeniu lub rozproszeniu. Zaginęły wówczas obrazy Lucasa Cranacha Starszego „Madonna” z kolegiaty głogowskiej oraz „Madonna pod jodłami” z katedry wrocławskiej, unikalne zbiory numizmatyczne oraz kilka średniowiecznych tryptyków i rzeźb. Poważnemu zniszczeniu uległ także gmach archiwalno-muzealny, którego odbudowę rozpoczęto zaraz po zakończeniu działań wojennych. Wtedy też rozpoczęto trwającą do dziś rewindykację zbiorów.

### Lata powojenne
Po wojnie część zbiorów trafiła do Warszawy i pozostała tam do dziś, m.in. krucyfiks z kościoła Bożego Ciała we Wrocławiu. Ponownego, uroczystego otwarcia Muzeum dla zwiedzających dokonał 16 lipca 1947 roku, w związku z urządzoną we Wrocławiu Wystawą Ziem Odzyskanych, ks. bp prof. Wincenty Urban, który to również wydał w 1975 bardzo dokładny informator i katalog zbiorów muzealnych. Po wojnie funkcję wicedyrektora i dyrektora pełnił mjr Zygmunt Wrześniowski, który był autorem publikacji pt. Przewodnik po Muzeum Archidiecezjalnym we Wrocławiu z 1952.

#### Utworzenie Galerii Współczesnej Sztuki Religijnej
W latach 1984–1989 w ramach swej działalności Muzeum Archidiecezjalne, powołano do istnienia Galerię Współczesnej Sztuki Religijnej przy kościele św. Marcina, zwaną krótko „Galerią na Ostrowie”, w której oprócz wystaw niezależnych autorów organizowano również spotkania autorskie, wykłady i prelekcje.

### Lata 1989 – współczesność
Z powodu organizowanych wystaw czasowych oraz w związku ze stale powiększającą się liczbą eksponatów muzeum z biegiem czasu zajęło dalsze części gmachu archiwalno-bibliotecznego diecezji wrocławskiej – poddasze, część piwnic na magazyny i pracownię konserwatorską, w tym również sale kapituły. Po zmianach społeczno-politycznych w roku 1989 dodatkowo otrzymało sąsiadujący z dotychczasową siedzibą, cały budynek pokapitulny z roku 1756 przy pl. Katedralnym 16. W związku z tym w roku 1991 ostatecznie uszeregowano poszczególne wystawy pod względem chronologicznym i rzeczowym, a część eksponowanych obiektów, które wystawia się w ramach wystaw tematycznych, przeniesiono do magazynu.
W 1998 został wybity medal o treści Tysiąc lat diecezji wrocławskiej (awers) i Sto lat Muzeum Archidiecezjalnego we Wrocławiu (rewers), zaprojektowany przez Józefa Stasińskiego.

#### Nowa siedziba
Następnie w latach 1992–1994 dzięki wsparciu ks. kardynała Henryka Gulbinowicza oraz pomocy materialnej Kurii Metropolitalnej, Fundacji Współpracy Polsko-Niemieckiej, sióstr pasterek ze Świętej Katarzyny, sióstr sercanek z Wrocławia i osób prywatnych przystąpiono do prac remontowych nowej siedziby Muzeum. Oficjalnego przekazania nowej siedziby na cele wyłącznie muzealne dokonał 30 sierpnia 1994 ks. kard. Henryk Gulbinowicz. Ok. 2014 r. muzeum zamknięto z powodu zagrożenia pożarowego, otwarto je dopiero w grudniu 2024, po generalnym remoncie prowadzonym od 2021 r..

## Dyrektorzy muzeum
- ks. Josef Jungnitz (1898 - 1918)[12]
- ks. Alfons Nowack (1918 - 1939)[13]
- ks. Kurt Engelbert (1940 - X 1945)[14]
- ks. Wincenty Urban (1946 - 1948)[15]
- ks. Piotr Śledziewski (1948 - 1950)[16]
- Włodzimierz Lenkiewicz (1951 - 1956)[17]
- bp. Wincenty Urban (1956 - 1983)[18]
- bp. Józef Pazdur (od 1985)[19]
- ks. Józef Pater (od 2011)[20] (jako wicedyrektor od 1984[21])
- ks. Adam Dereń (od 2019)[22]

### Współczesne zbiory
Muzealna biblioteka podręczna posiada przeszło pół tysiąca książek, a kolekcja muzeum przekracza sześć tysięcy zabytków, w tym najcenniejsze i wyjątkowo bogate zbiory sztuki romańskiej oraz gotyckiej. Wbrew temu, iż eksponaty nie stanowią systematycznie gromadzonego zbioru reprezentują religijną sztukę regionu w jej różnych aspektach. Informują o jej otwartości na obce wpływy. Mówią o charakterze śląskiej sztuki średniowiecznej, jej rozwoju, przemianach ideowych i stylistycznych, jakim podlegała.
Oprócz ekspozycji stałych i czasowych w murach Muzeum Archidiecezjalnego organizuje się koncerty wrocławskich zespołów instrumentalno-wokalnych w cyklu „Muzyka wśród zabytków”, wykłady i programy radiowo-telewizyjne z zakresu historii Kościoła, sztuki sakralnej, jak i uroczystości i świąt kościelnych. Odbywają się tu również coroczne spotkania przewodników miejskich i terenowych zrzeszonych w Federacji Przewodników PTTK oraz przygotowuje i wydaje katalogi wystaw, ulotki reklamowe, katolickie kalendarze ścienne i rzadkie pozycje książkowe, w tym polskie tłumaczenie Księgi Henrykowskiej, Kościoły Wrocławia autorstwa Zygmunta Antkowiaka, tłumaczenie żywota św. Jadwigi Vita maior – „Święta Jadwiga w sztuce śląskiej”, „Złotnictwo Śląskie” itp.
W roku 1998, jako jedno z nielicznych, które zachowały historyczną ciągłość w charakterze i działalności, Muzeum Archidiecezjalne obchodziło jubileusz stulecia.

## Zbiory

### Rzeźby
- Rzeźby kamienne:

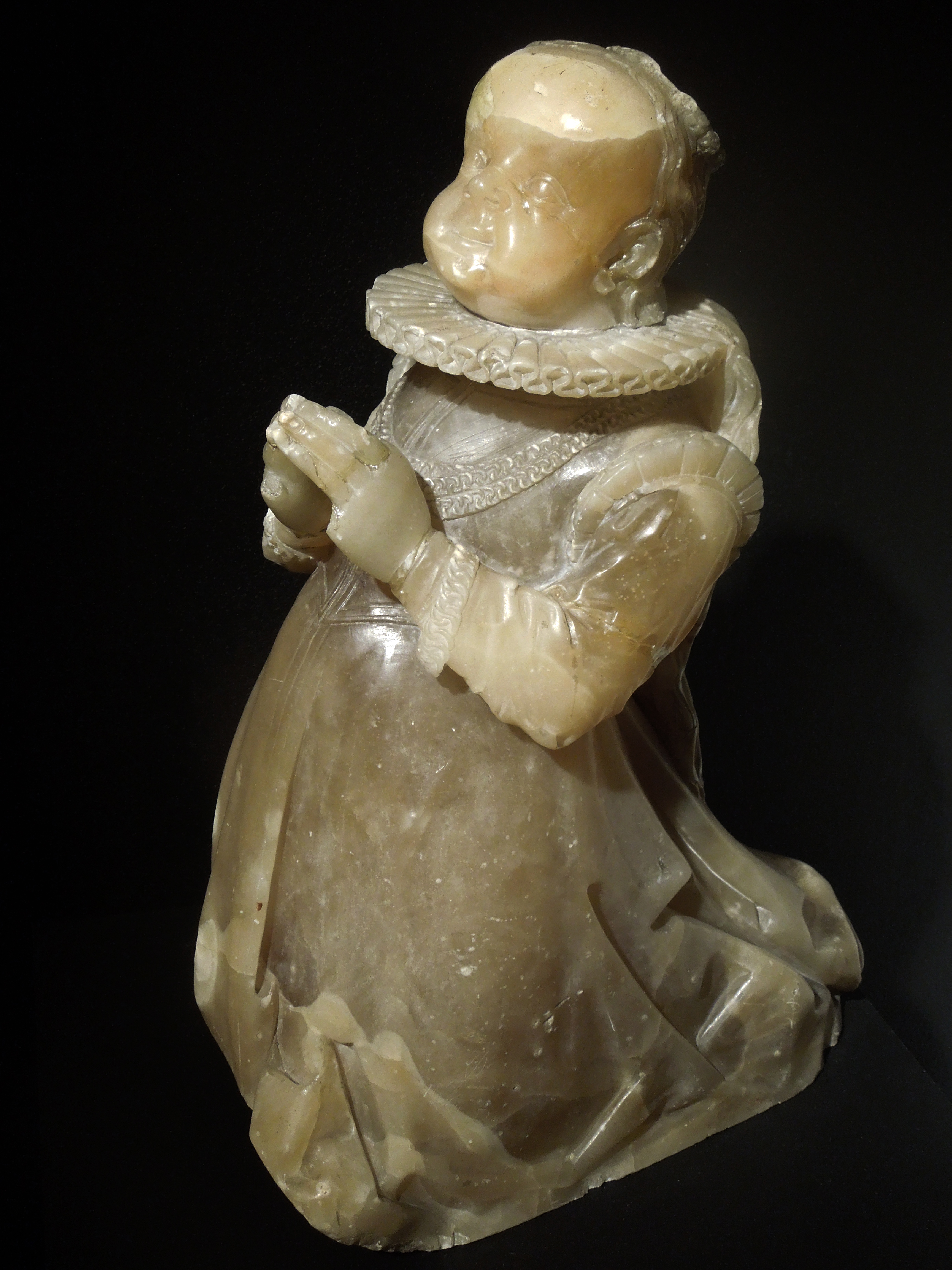
Gerhard Hendrik – Klęcząca dziewczynka – rzeźba z alabastru

1. św. Jan Chrzciciel z ok. 1160 roku – najstarsza romańska figura na Dolnym Śląsku
2. płyty nagrobne kanonika Mikołaja z Oławy oraz biskupa Jodoka z Rosenbergu z XIV w.
3. gotyckie zworniki, kapitele, głowice i maszkarony z XV w. pochodzące głównie z wrocławskiej katedry
4. alabastrowa figura dziewczynki z XVI w.
5. tarcze herbowe z XVIII w.

- rzeźby drewniane:

1. płaskorzeźby ze scenami życia Najświętszej Maryi Panny i Chrystusa z 1350 roku
2. Chrystus Zmartwychwstały z 1380 roku
3. Zdjęcie z Krzyża z 1450 roku
4. Matka Boska z Dzieciątkiem, św. Katarzyną i św. Dorotą z 1506 roku
5. Opłakiwanie Chrystusa z roku 1506
6. zespół piet z najstarszą „Zapłakaną” z XIV w.
7. gotycki krucyfiks z XIV w.
8. grupa pięknych Madonn z XIV i XV w., w tym „Madonna na lwie”
9. kilka tryptyków z końca XV w., m.in. ze Świn i Ludowa Śląskiego
10. szereg figur świętych z XV i XVI w. (jak św. Barbara czy św. Mikołaj z 1420 roku)

### Malarstwo
- „Chrystus w tłoczni” z 1486 roku

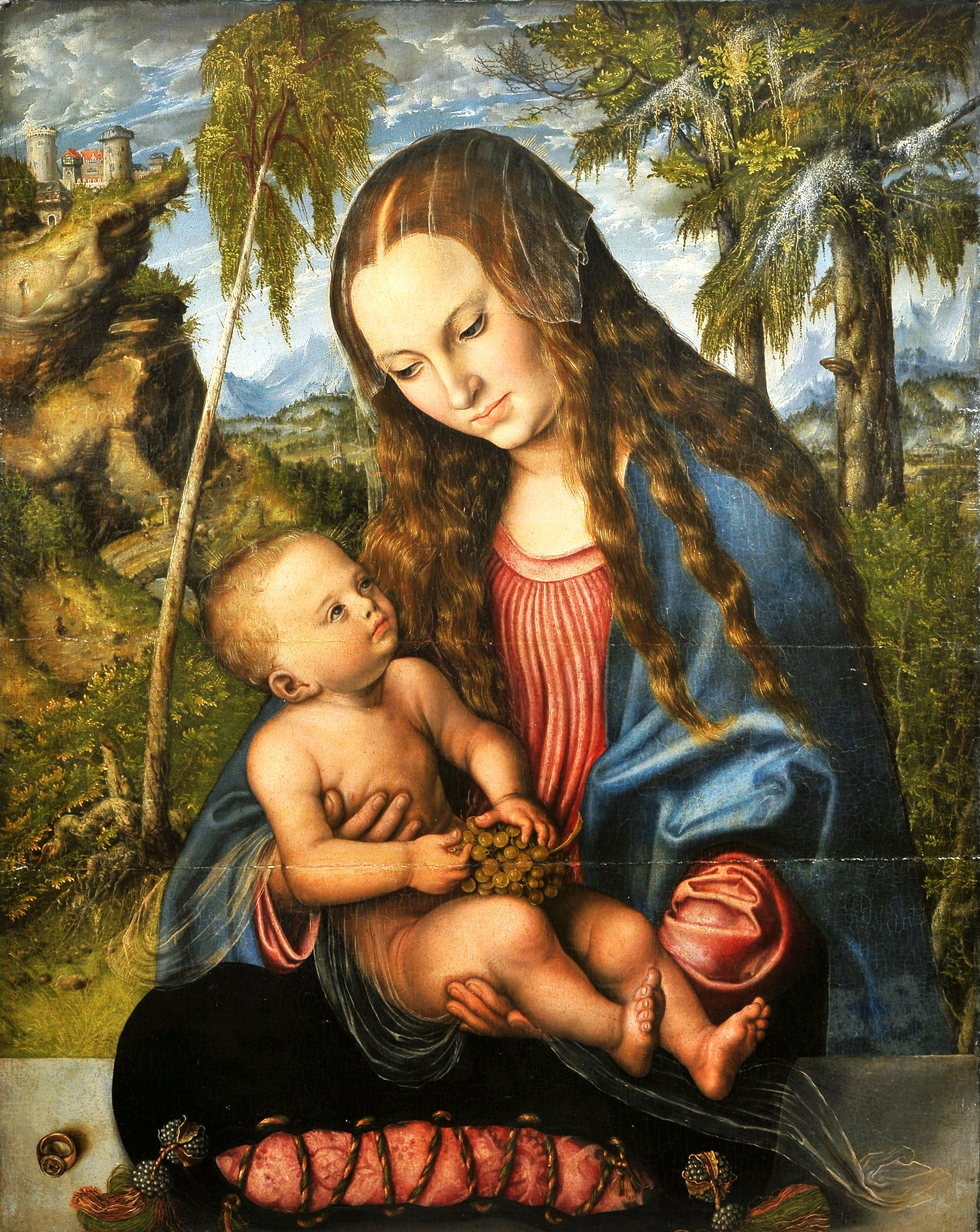
Lucas Cranach Starszy – Madonna pod jodłami

- dwa skrzydła tryptykowe z postaciami św. Jana Chrzciciela, św. Jana Ewangelisty, Św. Heleny oraz św. Marii Magdaleny z XV w.
- skrzydła z ołtarza katedralnego z żywotem św. Jana Chrzciciela z 1591 roku B. Fichtenbergera
- „Opłakiwanie Chrystusa” Jana Effenbergera z 1507 roku
- „Zaśnięcie Najświętszej Maryi Panny” z Wielowsi
- „Tron Łaski” z XVII w.
- „Madonna pod jodłami” Lucasa Cranacha Starszego z 1510 roku

### Złotnictwo
- kielich mszalny z Muszkowic z 1400 roku
- kielichy barokowe z 1620 i 1634 roku
- monstrancje cylindryczno-wieżyczkowe z XV i XVI w. i barokowe z XVIII w.
- relikwiarz z kościoła św. Krzyża
- berła kanoniczne z 1506 i 1520 roku z polskimi herbami
- kubek księcia biskupa Ferdynanda Wazy
- cyboria, tacki, ampułki, krzyże i lampiony

### Tkaniny
- fragmenty szat liturgicznych z 1250 roku zwane szatami św. Jadwigi,
- liczne ornaty (bogato haftowany ornat z Głogowa z roku 1520, wiśniowv ornat jedwabny pochodzenia włoskiego z XVI w., kilka ornatów pochodzenia francuskiego z jedwabiu, brokatu, pluszu złotolitego i adamaszku z XVII i XVIII w.)

### Inne
- przedmioty z epoki neolitu, brązu i żelaza znalezione na terenie Śląska takie jak: siekierki, groty, szpile, garnki, miseczki
- zabytki starochrześcijańskie: płaskorzeźby z Damaszku, lampki oliwne i ampułki św. Menasa z III w.
- mumia egipska z III-II w. przed Chrystusem[25]
- tablice gliniane z pismem klinowym
- najstarszy dzwon w Polsce – „Świętosław” z 1300 roku
- gotycka szafa archiwalna Jana Paszkowicza z roku 1455
- kolekcja miedziorytów i płyt miedziorytniczych z XVIII wieku, wykonanych przez Strachowskich

## Wystawy
- Ekspozycje stałe:
  - Sztuka starożytna od IX w. przed Chrystusem do III w. po Chrystusie
  - Rzeźba, malarstwo, rzemiosło artystyczne i tkaniny od XIV-XVIII w.
- Wystawy czasowe: nawiązują do ważniejszych wydarzeń kościelnych, historyczno-narodowych oraz kulturalnych